# Tomaška vas
Tomaška vas (pronuncia [tɔˈmaːʃka ˈʋaːs]) è un insediamento (naselje) di 139 abitanti, della municipalità di Slovenj Gradec nella regione statistica della Carinzia in Slovenia.
L'area faceva tradizionalmente parte della regione storica della Stiria, ora invece è inglobata nella regione della Carinzia.
La chiesa del paese è dedicata a San Tommaso, risale al XIII secolo.